# Conversión analógica-digital
La conversión analógico-digital consiste en la transcripción de señales analógicas en señal digital, con el propósito de facilitar su procesamiento (codificación, compresión, etcétera) y hacer la señal resultante (digital) más inmune al ruido y otras interferencias a las que son más sensibles las señales analógicas.

## Precedentes históricos
El proceso de almacenar y transmitir información en forma digital, es decir, el proceso de conversión, a pesar de ser un tema que se ha desarrollado principalmente durante el último siglo, se está utilizando desde hace casi 2000 años, comenzando con los molinos romanos. Estos funcionaban mediante el árbol de levas, que transmitía la energía del agua en las levas de acuerdo a un orden establecido por la posición de los salientes del cilindro.
El mismo principio también se aplicó en la Edad Media, con los carillones de las catedrales. Estos permitían "programar" la melodía de las campanas a partir de los salientes de un cilindro que giraba sobre un eje. Funcionaba de la siguiente manera: cada vez que hay un saliente, se levanta la palanca y suena la campana con el tono que corresponde. Cuando no hay saliente, ese tono no suena.
Este mismo proceso, el del cilindro con los salientes, es el mismo que encontrábamos en las pianolas, pianos automáticos del siglo XIX, y en las cajas musicales que encontramos actualmente.
En este mismo siglo, el XIX, encontramos a Jacques de Vaucanson, considerado el constructor de autómatas más importante de la época, principalmente por su Canard digérateur ("El Pato con aparato digestivo"), que entre otras cosas, era capaz de moverse, comer y defecar.
Con el nacimiento de la industria textil, se produjo el avance más importante en cuanto a los mecanismos de codificación de la información de nuestro presente. Se quería construir un telar que produjera una gran cantidad de piezas de ropa y de mejor calidad, con el menor número de personas trabajando.
En este proceso de invención, hacia el 1725, Basile Bouchon, un tejedor, hijo de un constructor de órganos, dio el primer paso con la construcción de un telar programable, a partir de tiras de cartón con perforaciones que controlaban directamente el dibujo que tenía que hacer. La combinación de agujeros en función de los colores asociados a cada aguja propiciaba el dibujo resultante. De este modo, se podían hacer dibujos y estampados más complejos.
Sin embargo, este invento lo mejoró en 1740 el francés Jean-Baptiste Falcon, sustituyendo las largas tiras de papel por fichas perforadas, ya que éstas se rompían con facilidad.
62 años más tarde, en 1802, en plena Revolución industrial, apareció Joseph Jacquard, quien recogió los trabajos anteriormente citados para hacer un paso adelante con la construcción de un telar automático. Este se convertiría en la base de la industria textil del siglo XIX, y controlaba un dispositivo programado a partir de las tarjetas perforadas.
No es hasta 1890 que la tarjeta perforada logra un significativo paso adelante, a partir de su aplicación en el ámbito del procesamiento de grandes cantidades de información, por parte de Hermann Hollerith. Este creó la máquina tabuladora, y la utilizó para almacenar y procesar la información del censo de Estados Unidos del 1890.
En el censo anterior, el de 1880, se tardó casi 7 años a calcularse con 50 millones de personas, y el de 1890, con 13 millones más de personas, solo tardó dos años y medio.
Esto supuso un avance conceptual, ya que las tarjetas codificaban datos abstractos, cantidades numéricas, la base de la estadística.

## Comparación de señales analógica y digital
Una señal analógica es aquella cuya amplitud (típicamente tensión de una señal que proviene de un transductor y amplificador) puede tomar en principio cualquier valor, esto es, su nivel en cualquier muestra no está limitado a un conjunto finito de niveles predefinidos como es el caso de las señales cuantificadas.
Las señales analógicas no se diferencian, por tanto, de las señales digitales en su precisión (precisión que es finita tanto en las analógicas como en las digitales) o en la fidelidad de sus formas de onda (distorsión). Con frecuencia es más fácil obtener precisión y preservar la forma de onda de la señal analógica original (dentro de los límites de precisión impuestos por el ruido que tiene antes de su conversión) en las señales digitales que en aquellas que provienen de soportes analógicos, caracterizados típicamente por relaciones señal a ruido bajas en comparación.

### Ventajas de la señal digital

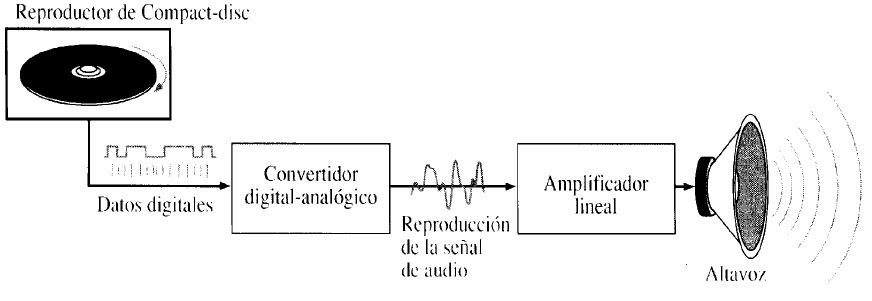
Sistema digital-analógico.

1. Cuando una señal digital es atenuada o experimenta perturbaciones leves, puede ser reconstruida y amplificada mediante sistemas de regeneración de señales.
2. Cuenta con sistemas de detección y corrección de errores, que se utilizan cuando la señal llega al receptor; entonces comprueban (uso de redundancia) la señal, primero para detectar algún error, y, algunos sistemas, pueden luego corregir alguno o todos los errores detectados previamente.
3. Facilidad para el procesamiento de la señal. Cualquier operación es fácilmente realizable a través de cualquier software de edición o procesamiento de señal.
4. La señal digital permite la multigeneración infinita sin pérdidas de calidad.
5. Es posible aplicar técnicas de compresión de datos sin pérdidas o técnicas de compresión con pérdidas basados en la codificación perceptual mucho más eficientes que con señales analógicas.

### Inconvenientes de la señal digital
1. Se necesita una conversión analógica-digital previa y una decodificación posterior, en el momento de la recepción.
2. Si no se emplean un número suficiente de niveles de cuantificación en el proceso de digitalización, la relación señal ruido (SNR) de la señal resultante se verá reducida.
3. El contenido en frecuencia de la señal digital viene limitado por la frecuencia de Nyquist, de forma que la componente máxima se corresponde con la mitad de la tasa de muestreo. Además, por cuestiones prácticas, se debe dejar un margen de seguridad desde la frecuencia de Nyquist y el límite de la banda de interés. Así por ejemplo, en los CD, cuya frecuencia de muestreo es 44,1 kHz, la componente máxima es 22,05 kHz y la banda de interés se limita a los 20 kHz (margen del 10 %).

≃== Digitalización ==
La digitalización o conservación analógica-digital (Conversión A /D) consiste básicamente en realizar de forma periódica medidas de amplitud (tensión) de una señal,( por ejemplo la que proviene de un micrófono si se trata de registrar sonidos, de un sismógrafo si se trata de registrar vibraciones o de una sonda de un osciloscopio) redondear sus valores a un conjunto finito de niveles preestablecidos de tensión (conocidos como niveles de cuantificación) y registrarlos como números enteros en cualquier tipo de memoria o soporte. La conversión A / D también es conocida por el acrónimo inglés ADC (Analogue to digital Converter).
En una digitalización de la señal intervienen los siguientes procesos:
- Muestreo
- Retención
- Cuantificación
- Codificación

### Muestreo
La digitalización o conversión A/D, básicamente, consiste en realizar de forma periódica medidas de la amplitud (tensión) de una señal; por ejemplo, la que proviene de un micrófono si se trata de (retención) por un circuito de retención (hold), el tiempo suficiente para permitir evaluar su nivel (cuantificación). Desde el punto de vista matemático, este proceso no se contempla porque se trata de un recurso técnico debido a limitaciones prácticas, y carece de modelo matemático.
Durante el “muestreo” y la “retención”, la señal aún es analógica, puesto que aún puede tomar cualquier valor. No obstante, a partir de la “cuantificación”, cuando la señal ya toma valores finitos, la señal ya es digital. Los cuatro procesos tienen lugar en un conversor analógico-digital.

### Retención
En inglés hold, las muestras tomadas tiene que ser retenidas (retención) por un circuito de retención, el tiempo suficiente para permitir evaluar su nivel (cuantificación). Desde del punto de vista matemático este proceso no se complementa, ya que, se trata de un recurso técnico a causa de las limitaciones prácticas,  y manca, por lo tanto, de un modelo matemático.

### Cuantificación
En el proceso de cuantificación se mide el nivel de voltaje de cada una de las muestras. Consiste en asignar un margen de valor de una señal analizada a un único nivel de salida. Incluso en su versión ideal, añade como resultado una distorsión no deseada a la señal de entrada: el ruido de cuantificación.

### Codificación
La codificación consiste en traducir los valores obtenidos durante la cuantificación al código binario. Hay que tener presente que el código binario es el más utilizado, pero también existen otros tipos de códigos que también son utilizados.

## Ejemplo de digitalización
Una computadora o cualquier sistema de control, basado en un microprocesador, no puede interpretar señales analógicas porque solo utiliza señales digitales. Es necesario traducir o transformar en señales binarias, lo que se denomina proceso de digitalización o conversión de señales analógicas a digitales.

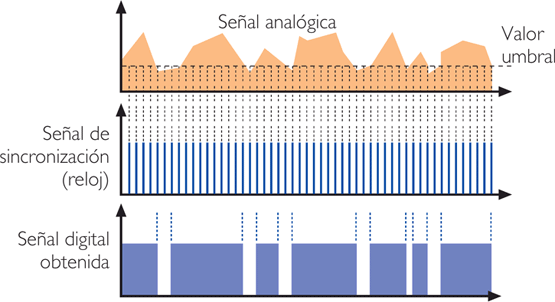
Digitalización por muestreo de una señal analógica.

- Si el valor de la señal en ese instante está por debajo de un determinado umbral, la señal digital toma un valor mínimo (0).
- Cuando la señal analógica se encuentra por encima del valor umbral, la señal digital toma un valor máximo (1).

El momento en que se realiza cada lectura, es ordenado por un sistema de sincronización que emite una señal de reloj con un período constante. Estas conversiones analógico-digitales son habituales en adquisición de datos por parte de una computadora y en la modulación digital para transmisiones y comunicaciones por radio.

## Principio de la Escala Móvil
La escalera móvil o método aleatorio se puede emplear para mejorar considerablemente la uniformidad de anchura del canal y la linealidad diferencial de cualquier tipo de CAD, pero sobre todo convertidores que usan aproximaciones sucesivas. En condiciones normales, un polvo de una amplitud particular, siempre se convierte en un valor determinado del canal. El problema consiste en que los canales no siempre son de una anchura uniforme, y la linealidad diferencial disminuye proporcionalmente con la variación de la anchura media. El principio de la escalera móvil utiliza un método de aproximación para superar este fenómeno. Un valor analógico aleatorio conocido es añadido a la señal de entrada, después se convierten al formato digital, y la versión digital es equivalente a restarle el valor añadido, restaurando así a su valor original. La ventaja es que la conversión ha tenido lugar en un punto aleatorio, así la distribución estadística final de los números de canal es decidido por una media ponderada a lo largo de una región del rango del CAD.

## Tipos de convertidores
- Aproximaciones sucesivas ( Successive approximation (SAR)): Es el más utilizado, apto para aplicaciones que no necesitan grandes resoluciones ni velocidades. Debido a su bajo coste se suele integrar en la mayoría de microcontroladores permitiendo una solución de bajo coste en un único chip para numerosas aplicaciones de control. El convertidor realiza una búsqueda dicotómica del valor presente en la entrada. Su principal carencia es el elevado tiempo de conversión necesario.
- Flash: Este convertidor destaca por su elevada velocidad de funcionamiento. Está formado por una cadena de divisores de tensión y comparadores, realizando la conversión de manera inmediata en una única operación. Su principal desventaja es el coste elevado.
- Sigma-delta (ΣΔ): Tiene una velocidad máxima de conservación baja pero en cambio, disponen de una relación de señal a sonido muy elevada, la más grande de todos.
- Rampa única: Es un tipo de convertidor con integrador. Se utiliza en aquellos casos en los cuales no se requiere una gran velocidad, pero que es importante conseguir una buena linealidad. Tienen como inconveniente que la salida depende de muchos factores como Vref, R, C... Este problema se soluciona con el convertidor de rampa doble.
- Rampa doble: El funcionamiento del convertidor de rampa doble se basa con el de rampa simple pero se añade un des-integrador, con esto se consigue que cualquier error introducido en la integración se elimine.

## Comparación entre señal analógica y digital
Las señales analógicas y digitales sirven para transmitir información de forma eficaz. Las señales analógicas se utilizan para llevar a cabo las transmisiones de elementos de vídeo o sonido (Son útiles para los micrófonos). Las señales analógicas son de tipo senoidal y, por tanto, se necesita un aparato capaz de decodificarlo y así recibir la información que envían. Se utiliza mucho por su fidelidad con el sonido real y porque no requiere grandes costes, ya que se consume poca anchura de banda, pero el inconveniente es que es una acción que se procesa en tiempo real. Este hecho provoca que si hay algún error sea difícil de rectificar, cada copia que se realiza del original se degrada y proporcionan poco apoyo vez de transmitir volumen de datos. (Esto no ocurre con el digital, donde podemos generar tantas copias como queramos y editar diferentes partes sin inconveniente). Una señal analógica es aquel que puede tomar una infinidad de valores (frecuencia y amplitud) dentro de un límite superior e inferior. El término analógico proviene de análogo. Por ejemplo, si se observa en un osciloscopio, la forma de la señal eléctrica que convierte un micrófono el sonido que capta, esta sería similar a la onda sonora que la originó.
En cambio, una señal digital es aquel donde las ondas (tiempo y amplitud) no corresponden a sinusoidales, sino que son cuadradas, lo que significa que la señal necesariamente debe tomar unos determinados valores fijos predeterminados en momentos también discretos. Estos valores fijos se toman del sistema binario, lo que significa que la señal va a quedar convertido en una combinación de ceros y unos, que ya no se parece en nada a la señal original. Esta forma de transmisión proporciona grandes posibilidades como transmitir la información de forma más fiel a la realidad. Actualmente es la vía más utilizada debido a su facilidad de uso, la no pérdida del original en el momento de realizar copias y la rapidez con la que se puede compartir. Aunque el analógico todavía se esté utilizando en algunos ámbitos y sea más barato, el digital se ha impuesto en nuestra sociedad. La tecnología prefiere utilizar la señal digital para que nos da una gran base de fiabilidad que es imposible de obtener con el analógico.
Las señales analógicas no se diferencian, por tanto, de las señales digitales en su precisión (la cual es finita tanto en los analógicos como en los digitales). Con frecuencia es más fácil obtener precisión y preservar la forma de onda de la señal analógica original (dentro de los límites de precisión impuestos por el ruido que tiene antes de su conversión) en las señales digitales que en aquellas que provienen de soportes analógicos, caracterizados típicamente para relaciones señal a ruido bajas en comparación.

## Compresión
La compresión consiste en la reducción de la cantidad de datos a transmitir o grabar, pues hay que tener en cuenta que la capacidad de almacenamiento de los soportes es finita, de igual modo que los equipos de transmisión pueden manejar solo una determinada tasa de datos.
Para realizar la compresión de las señales se usan complejos algoritmos de compresión (fórmulas matemáticas).
Hay dos tipos de compresión:
1. Compresión sin pérdidas: en esencia se transmite toda la información pero eliminando aquella que es redundante. Para ello se hace uso de conceptos de la Teoría de la Información.
2. Compresión con pérdidas: se desprecia cierta información considerada perceptualmente poco relevante. Este tipo de compresión aprovecha las limitaciones en la percepción del ser humano para eliminar aquella información que difícilmente puede percibir. No obstante una aplicación excesiva de esta compresión puede conducir a una pérdida de la “calidad” en el resultado final.

Las técnicas de compresión sin pérdidas se basan en algoritmos matemáticos que permiten la reducción de los bits que es necesario almacenar o transmitir. Un ejemplo común es la llamada “codificación de longitud de secuencias” (o codificación Huffman), utilizada por ejemplo en el código Morse. En este tipo de codificación se emplean secuencias de bits más cortas para aquellos símbolos muy frecuentes, dejando las más largas para aquellos que aparecen no muy a menudo. Así, en Morse, la letra 'e' (muy frecuente en inglés) se codifica con solo un punto, mientras que la 'j' (con escaso uso en inglés) se codifica con un punto seguido de tres rayas. Como puede verse, el resultado es una reducción del número total de bits a transmitir o almacenar.
Las técnicas de codificación mencionadas son de gran utilización en los sistemas de transmisión digital. Sin embargo, en lo que se refiere al tratamiento digital de imagen y sonido, dada la aleatoriedad de este tipo de señales (todos los símbolos tienden a ser equiprobables), son poco efectivos en cuanto a la reducción del tamaño de los archivos resultantes.
Por eso, la compresión del sonido y la imagen para Internet se basa más en el conocimiento del funcionamiento de nuestros sentidos. Son técnicas que asumen pérdidas de información, de ahí su nombre de compresión con pérdidas, pero están diseñados de modo que las “pérdidas” no sean apenas percibidas por los seres humanos.
Como ejemplos clásicos se pueden citar:
- La  compresión gráfica GIF se basa en la utilización de una paleta de 256 colores estudiados cuidadosamente de acuerdo con la apreciación del color por ojo humano. Con esto se logra una razón de compresión de ⅓. Los 256 se pueden codificar con 8 bits, en vez de usar 24 bits para definir el color verdadero. La pérdida de información parece grande, pero ¿puede el ojo humano apreciar los matices de más de un millón de colores?.

- La compresión gráfica JPEG en lugar de definir la imagen por sus tres colores básicos (R;G;B), utiliza la trasformación de la información de color a la de luminancia (1 valor por muestra) y de crominancia (2 valores por muestra) de forma similar a como se emplea en la señal de televisión. Resulta que el ojo humano es más sensible a los cambios de brillo (luminancia) que de color (crominancia), por lo que estos códecs codifican la luminancia de todas las muestras o píxeles y un valor medio de cada una de los valores crominancias cada 4 píxeles. Para codificaciones de 8 bits por píxel, la cuenta de la razón de compresión es 4x8+8+8=48, en vez de 4x8x3=96 de la original.
- La comprensión del sonido MP3 se basa en descomponer mediante filtros en diversos canales de frecuencia que se muestrean y codifican independientemente teniendo en cuenta la sensibilidad del oído humano a las diferentes frecuencias y rangos dinámicos de cada uno de los canales.

## Clasificación convertidores A / D
La conversión de una variable analógica a digital, los convertidores D/A dependen de la forma de representar la información de la salida, se pueden clasificar en:
- Convertidores A/D con entrada paralela: Son aquellos que suministran simultáneamente en terminales independientes una combinación binaria equivalente al valor de la variable de entrada.
- Convertidores D/A con entrada serie: Son aquellos que también codifican la señal analógica mediante una combinación binaria, pero en lugar de presentarlo en paralelo, lo hace con un circuito secuenciador.